# Jafarabad (district)
Jafarabad (Urdu: جعفر آباد) is een district in de Pakistanse provincie Beloetsjistan. De hoofdplaats is Dera Allah Yar. Het district werd in 1987 gecreëerd en ligt langs de grens met de provincie Sind.

## Bevolking
In maart 2017 telde het district Jafarabad 513.972 inwoners, bestaande uit 262.872 mannen, 251.047 vrouwen en 53 transgenders. Van de bevolking leefde het overgrote deel op het platteland: 356.261 inwoners (69,3%). De urbanisatiegraad bedroeg 30,7% (oftewel 157.711 personen).
| Bevolking (1972) | Bevolking (1981) | Bevolking (1998) | Bevolking (2017) |
| ---------------- | ---------------- | ---------------- | ---------------- |
| onbekend         | onbekend         | 291.290          | 513.972          |

De meest gesproken talen in het district zijn Beloetsji (48,6%), Sindhi (19,8%), Saraiki (15,4%) en Brahvi (14,3%). In 2017 kon slechts 30,7% van de bevolking (ouder dan 10 jaar) lezen en schrijven.

## Tehsils
Het district bestaat uit drie tehsils:
- Gandakha
- Jhat Pat (Dera Allah Yar)
- Usta Mohammad